# Theodore N183
Chronologie des modèles (1983)
Theodore TY02
La Theodore N183 est une monoplace de Formule 1, conçue par l'ingénieur Nigel Bennett, engagée par l'écurie hongkongaise Theodore Racing dans le cadre du championnat du monde de Formule 1 1983. 
La monoplace, propulsée par un moteur V8 Ford-Cosworth atmosphérique, est équipée de pneumatiques Goodyear. Ses pilotes sont le Colombien Roberto Guerrero et le Vénézuélien Johnny Cecotto. L'écurie disparaît à l'issue de l'avant-dernière manche de la saison, au Grand Prix d'Europe.

## Résultats en championnat du monde de Formule 1
| Saison | Écurie               | Moteur               | Pneus    | Pilotes          | Courses | Courses | Courses | Courses | Courses | Courses | Courses | Courses | Courses | Courses | Courses | Courses | Courses | Courses | Courses | Points inscrits | Classement |
| Saison | Écurie               | Moteur               | Pneus    | Pilotes          | 1       | 2       | 3       | 4       | 5       | 6       | 7       | 8       | 9       | 10      | 11      | 12      | 13      | 14      | 15      | Points inscrits | Classement |
| ------ | -------------------- | -------------------- | -------- | ---------------- | ------- | ------- | ------- | ------- | ------- | ------- | ------- | ------- | ------- | ------- | ------- | ------- | ------- | ------- | ------- | --------------- | ---------- |
| 1983   | Theodore Racing Team | Ford-Cosworth DFV V8 | Goodyear |                  | BRÉ     | EUO     | FRA     | SMR     | MON     | BEL     | EUE     | CAN     | GBR     | ALL     | AUT     | P-B     | ITA     | EUR     | AFS     | 0               | Non classé |
| 1983   | Theodore Racing Team | Ford-Cosworth DFV V8 | Goodyear | Roberto Guerrero | Nc.     | Abd.    | Abd.    | Abd.    | Npq.    | Abd.    | Nc.     | Abd.    | 16e     | Abd.    | Abd.    | 12e     | 13e     | 12e     |         | 0               | Non classé |
| 1983   | Theodore Racing Team | Ford-Cosworth DFV V8 | Goodyear | Johnny Cecotto   | 14e     | 6e      | 11e     | Abd.    | Npq.    | 10e     | Abd.    | Abd.    | Nq      | 11e     | Npq.    | Npq.    | 11e     |         |         | 0               | Non classé |

Légende : ici 